# Tlalocohyla loquax
Tlalocohyla loquax hoặc Mahogany Tree Frog là một loài ếch thuộc họ Nhái bén.
Loài này có ở Belize, Costa Rica, Guatemala, Honduras, México, và Nicaragua.
Môi trường sống tự nhiên của chúng là rừng ẩm vùng đất thấp nhiệt đới hoặc cận nhiệt đới, vùng núi ẩm nhiệt đới hoặc cận nhiệt đới, đầm nước ngọt, đầm nước ngọt có nước theo mùa, vùng đồng cỏ, vườn nông thôn, và rừng trước đây suy thoái nghiêm trọng.
Chúng hiện đang bị đe dọa vì mất môi trường sống.